# Петров Олексій Леонідович (історик)
Петров Олексій Леонідович (рос. Петров Алексей Леонидович) (*16 березня 1859 — †5 січня 1932) — російський історик, педагог.

## Біографія
Народився Олексій Леонідович Петров 16 березня 1859 г. в Петербурзі в сім'ї протоієрея. Закінчив гімназію в С. Петербурзі (1876), історико-філологічний факультет Петербурзького університету (1880). Викладав історію в петербурзьких гімназіях, з 1887 професор слов'янознавства Вищих жіночих курсів, а по тому — Петербурзького університету (1890–1922). В 1922 році емігрував в Чехословаччину, жив в Празі. Був дійсним членом «Наукового товариства ім. Т. Шевченка» у Львові, почесним членом Товариства ім. А. Духновича.
5 січня 1932 р. помер після важкої хвороби, похоронений він був на знаменитому Ольшанському кладовищі в Празі.

## Творчість
Весь його науковий доробок присвячений вивченню історії Закарпаття або «Угорської Русі». Вперше відвідав «Угорську Русь» в 1885 році, потім в 1890, 1897, 1911. З 1922 кожного року відвідував Підкарпатську Русь і Пряшівщину, вивчав тут книжкові збірки і архівні матеріали. В результате кропіткої дослідницької роботи з-під руки О. Л. Петрова виходять 9 випусків «Матеріали для історії Угорської Русі» (СПб., 1905–1914, т. І-VII; Прага, 1923–1932, т. VIII-ІХ). За перші шість томів цього видання він отримує в Петербурзькому університеті, де працював, вчений ступінь магістра (1907), а потім доктора слов'янознавства (1911).

### Книги
- «Материалы для истории Угорской Руси» (СПб., 1905–1914, т. І-VII; Прага, 1923–1932, т. VIII-ІХ)
- «К вопросу о словенско-русской этнографической границе» — Ужгород, 1923
- «Древнейшая церковнославянская грамота 1404 г. о карпаторусской территории к основанию Грушевского монастыря св. архангела Михаила в Марамороше» — Ужгород, 1927
- «Древнейшая на Карпатской Руси шолтысская грамота 1329 г.» — Ужгород, 1929
- «Древнейшие грамоты по истории карпаторусской церкви и иерархии 1391–1498 гг.» (Прага, 1930)
- «Задачи карпаторусской историографии» — Прага, 1930
- "Národopisná mapa Uher podle úředního lexikonu osad z roku 1773" - Praha, 1924